# フリースタイルスキー・ワールドカップ 2004-2005
フリースタイルスキー・ワールドカップ 2004-2005は2004年9月4日から2005年3月11日まで開催された26シーズン目となるフリースタイルスキー・ワールドカップである。

## 競技種目
エアリアル（AE）、モーグル（MO）、スキークロス（SX）の3種目が行なわれた。デュアルモーグル（DM）の競技も行なわれたが、ポイントはモーグルに加算された。ハーフパイプ（HP）も予定されていたが全戦が中止された。

## 日程
| 年     | 月日                                  | 種目 | 開催地                       | 優勝者                     | 優勝者                         |
| 年     | 月日                                  | 種目 | 開催地                       | 男子                       | 女子                           |
| ------ | ------------------------------------- | ---- | ---------------------------- | -------------------------- | ------------------------------ |
| 2004年 | 9月4日                                | AE   | マウント・ブラー             | マーティン・ウォルティ     | リディア・ラシラ               |
| 2004年 | 9月5日                                | AE   | マウント・ブラー             | アレシュ・バレンタ         | リディア・ラシラ               |
| 2004年 | 10月25日                              | SX   | サースフェー                 | イジドール・グリューナー   | オフェリー･ダビド              |
| 2004年 | 10月26日                              | HP   | サースフェー                 | 中止                       | 中止                           |
| 2004年 | 12月16日                              | MO   | ティーニュ                   | ヤンネ・ラハテラ           | ジェニファー・ハイル           |
| 2005年 | 1月7日                                | SX   | レ・コンタミンヌ             | トーマス・クラウス         | オフェリー･ダビド              |
| 2005年 | 1月8日                                | HP   | レ・コンタミンヌ             | 中止                       | 中止                           |
| 2005年 | 1月8日                                | MO   | モントランブラン             | トビー・ドーソン           | ニコラ・スドバ                 |
| 2005年 | 1月9日                                | AE   | モントランブラン             | ライアン・セント・オンジュ | リディア・ラシラ               |
| 2005年 | 1月14日                               | AE   | レークプラシッド             | ドミトリ・アルキポフ       | 李妮娜                         |
| 2005年 | 1月15日                               | MO   | レークプラシッド             | トラビス・メイヤー         | ジェニファー・ハイル           |
| 2005年 | 1月16日                               | AE   | レークプラシッド             | ジェレット・ピーターソン   | 李妮娜                         |
| 2005年 | 1月15日                               | SX   | ポッツァ・ディ・ファッサ     | トーマス・クラウス         | マグダレーナ・イリヤンス       |
| 2005年 | 1月21日                               | SX   | クライシュベルク             | トーマス・クラウス         | カーリン・フッタリー           |
| 2005年 | 1月21日                               | AE   | ファーニー                   | ジェレット・ピーターソン   | 程爽                           |
| 2005年 | 1月22日                               | DM   | ファーニー                   | ネイサン・ロバーツ         | カーリー・トロー               |
| 2005年 | 1月27日                               | MO   | ディアバレー                 | ジェレミー・ブルーム       | ミシェル・ローク               |
| 2005年 | 1月28日                               | AE   | ディアバレー                 | ライアン・セント・オンジュ | 李妮娜                         |
| 2005年 | 1月29日                               | DM   | ディアバレー                 | ジェレミー・ブルーム       | ジェニファー・ハイル           |
| 2005年 | 2月5日                                | AE   | 瀋陽市                       | ジェレット・ピーターソン   | 郭心心                         |
| 2005年 | 2月5日                                | MO   | 猪苗代町                     | ジェレミー・ブルーム       | ジリアン・レイチェル・フォグリ |
| 2005年 | 2月6日                                | DM   | 猪苗代町                     | ジェレミー・ブルーム       | ジェニファー・ハイル           |
| 2005年 | 2月10日                               | SX   | 苗場                         | 小林幸世                   | カーリン・フッタリー           |
| 2005年 | 2月11日                               | MO   | 苗場                         | ジェレミー・ブルーム       | ジェニファー・ハイル           |
| 2005年 | 2月12日                               | AE   | 長春市                       | 邱森                       | 李妮娜                         |
| 2005年 | 2月18日                               | MO   | サウゼ・ドゥルクス           | ジェレミー・ブルーム       | カーリー・トロー               |
| 2005年 | 2月19日                               | AE   | サウゼ・ドゥルクス           | スティーブ・オミシュル     | エベリネ・ルー                 |
| 2005年 | 2月26日                               | MO   | ヴォス                       | ミッコ・ロンカイネン       | 上村愛子                       |
| 2005年 | 3月5日                                | AE   | スピンドレルフ・ムリン       | ドミトリー・ダシンスキー   | 李妮娜                         |
| 2005年 | 3月5日                                | SX   | グリンデルヴァルト           | クリスティアン・クレティエ | カタリナ・グーテンゾーン       |
| 2005年 | 3月11日                               | AE   | マドンナ・ディ・カンピーリオ | エンベル・アブラエフ       | 李妮娜                         |
| 2005年 | 3月17日から3月20日 世界選手権ルカ大会 |      |                              |                            |                                |

## 総合成績

### オーバーオール
男子はモーグルの選手が、女子はエアリアルの選手がオーバーオールの総合優勝を獲得した。
| 順位 | 名前                     | ポイント |
| ---- | ------------------------ | -------- |
| 1位  | ジェレミー・ブルーム     | 74.55    |
| 2位  | トーマス・クラウス       | 66.67    |
| 3位  | イジドール・グリューナー | 65.17    |

| 順位 | 名前                 | ポイント |
| ---- | -------------------- | -------- |
| 1位  | 李妮娜               | 85.42    |
| 2位  | オフェリー・ダビド   | 71.67    |
| 3位  | カーリン・フッタリー | 71.17    |

### エアリアル
全12戦が行なわれた。男子では3年ぶりにアメリカの選手が総合優勝し、女子では李妮娜が中国人初の総合優勝を果たした。
| 順位 | 名前                     | ポイント |
| ---- | ------------------------ | -------- |
| 1位  | ジェレット・ピーターソン | 694      |
| 2位  | スティーブ・オミシュル   | 604      |
| 3位  | 韓暁鵬                   | 455      |

| 順位 | 名前             | ポイント |
| ---- | ---------------- | -------- |
| 1位  | 李妮娜           | 1025     |
| 2位  | リディア・ラシラ | 668      |
| 3位  | 郭心心           | 524      |

### モーグル
全11戦が行なわれた。男子ではアメリカのジェレミー・ブルームが3年ぶり2度目の総合優勝を果たし、女子ではカナダのジェニファー・ハイルが2連覇を達成した。
| 順位 | 名前                   | ポイント |
| ---- | ---------------------- | -------- |
| 1位  | ジェレミー・ブルーム   | 820      |
| 2位  | デイル・ベッグ＝スミス | 478      |
| 3位  | ネイサン・ロバーツ     | 444      |

| 順位 | 名前                     | ポイント |
| ---- | ------------------------ | -------- |
| 1位  | ジェニファー・ハイル     | 780      |
| 2位  | カーリー・トロー         | 571      |
| 3位  | マルガリータ・マーブラー | 568      |

### スキークロス
全6戦が行なわれた。男子ではトーマス・クラウスがチェコ人初の総合優勝を果たし、女子ではフランスのオフェリー･ダビドが史上初の2連覇を達成した。
| 順位 | 名前                     | ポイント |
| ---- | ------------------------ | -------- |
| 1位  | トーマス・クラウス       | 400      |
| 2位  | イジドール・グリューナー | 391      |
| 3位  | スタンレー・ヘイヤー     | 338      |

| 順位 | 名前                     | ポイント |
| ---- | ------------------------ | -------- |
| 1位  | オフェリー･ダビド        | 430      |
| 2位  | カーリン・フッタリー     | 427      |
| 3位  | マグダレーナ・イリヤンス | 305      |